# Souto (Telões)
Souto é uma aldeia portuguesa da freguesia de Telões, concelho de Vila Pouca de Aguiar, com cerca de 100 habitantes.

## Localização
Souto localiza-se no vale de Aguiar, muito próximo de Telões, perto da estrada Nacional n.º 2 (antiga estrada real n.º 5), dista 1 km da sede da freguesia, Telões, 5 km da sede do município, Vila Pouca de Aguiar, 34 km da capital do Alto Tâmega, Chaves e a 20 km da capital do distrito Vila Real.

### Coordenadas
- N: 41º 26' 42,9"
- O: 7º 41' 5,4"

### Altitude
697m

## Atividade económica
A população, dedica-se essencialmente à  criacão de gado (bovino, ovino, caprino e cavalar), agricultura sendo os principais produtos, a castanha, a batata, os cereais.

### Topónimo
O nome souto corresponde a uma mata de castanheiros, a aldeia de Souto, terá tido origem nas proximidades de uma importante plantação de castanheiros, daí a origem do seu nome.

## História
Em Agosto de 1207 na Covilhã, o Rei D. Sancho I, o Povoador, por despacho exaraum documento dando uma carta de foro a 3 famílias do lugar de Souto. Com este despacho o lugar de Souto ficou apenas dependente da coroa, ou seja um “concelho autónomo”, e oficialmente registado.

## Galeria

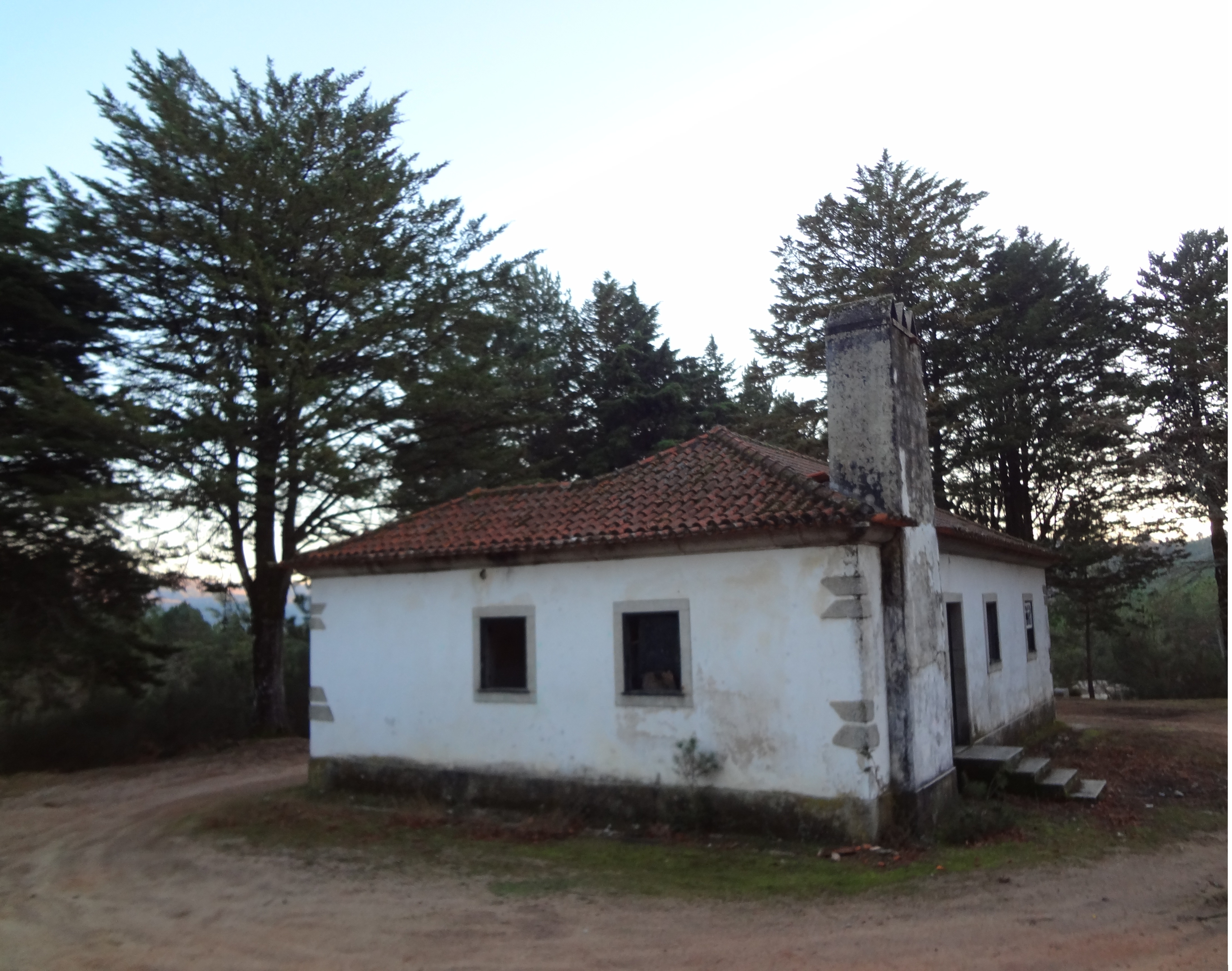
Antiga casa do guarda
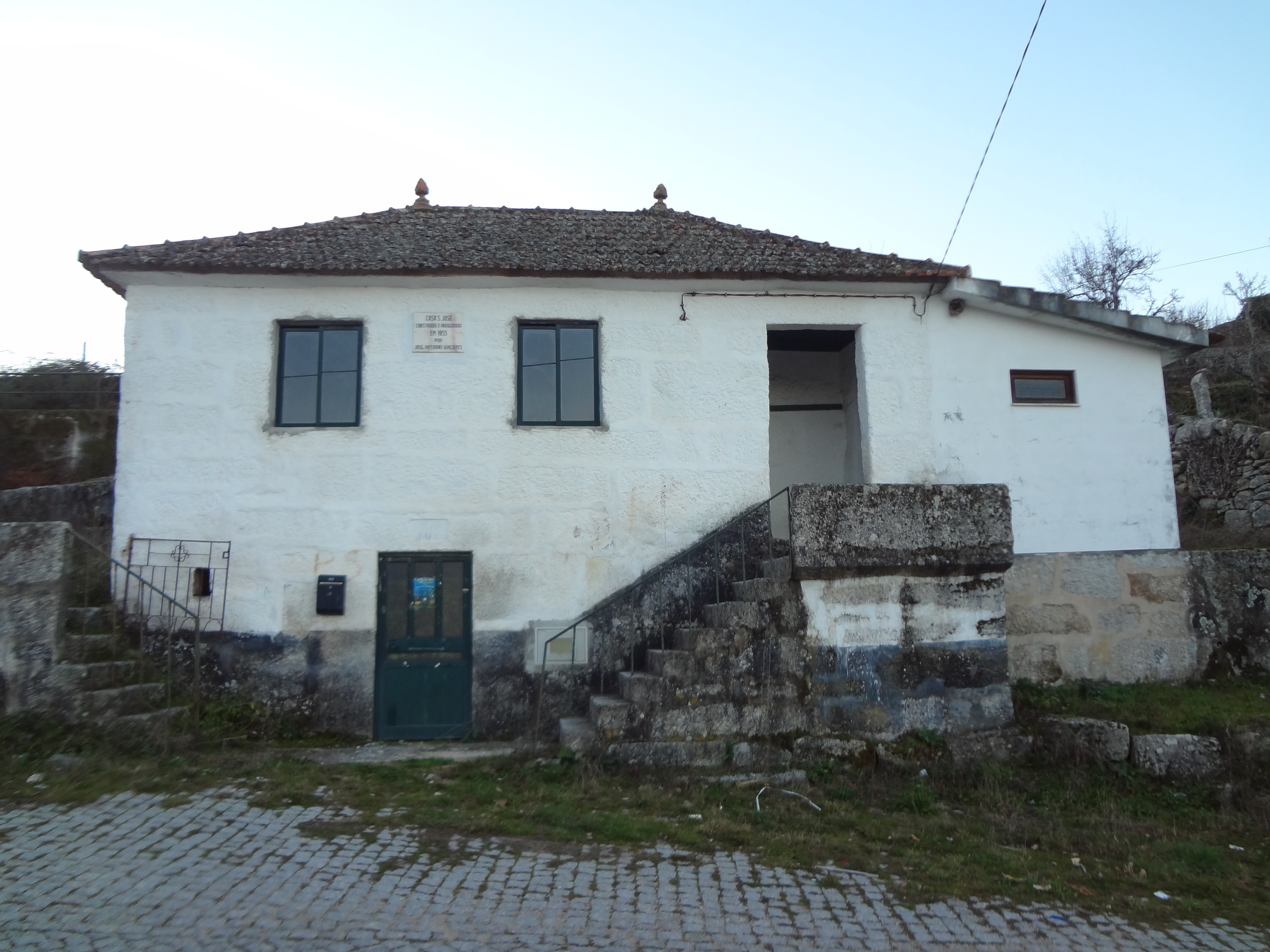
Antiga cantina
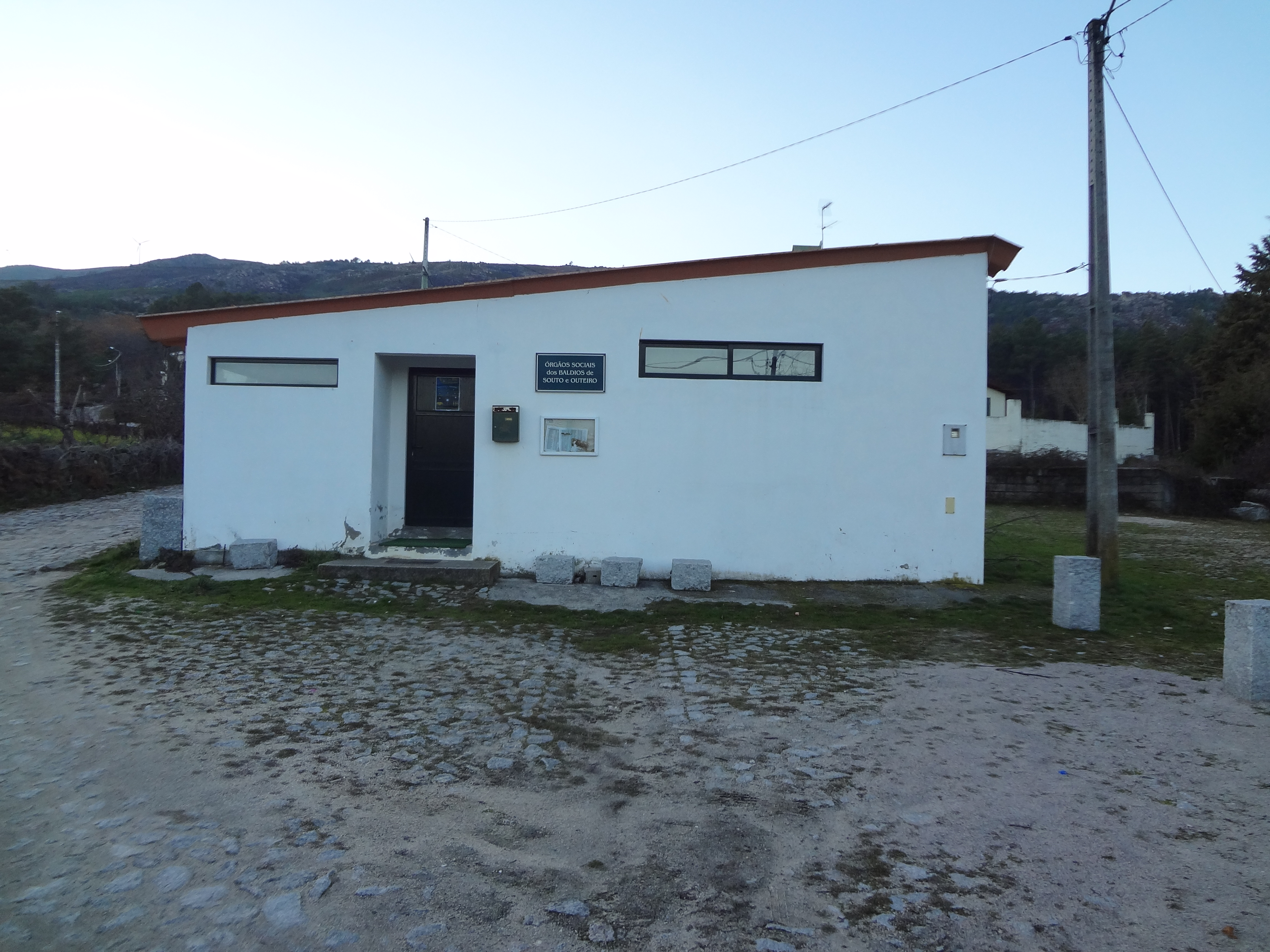
Sede dos baldios de Souto e Outeiro
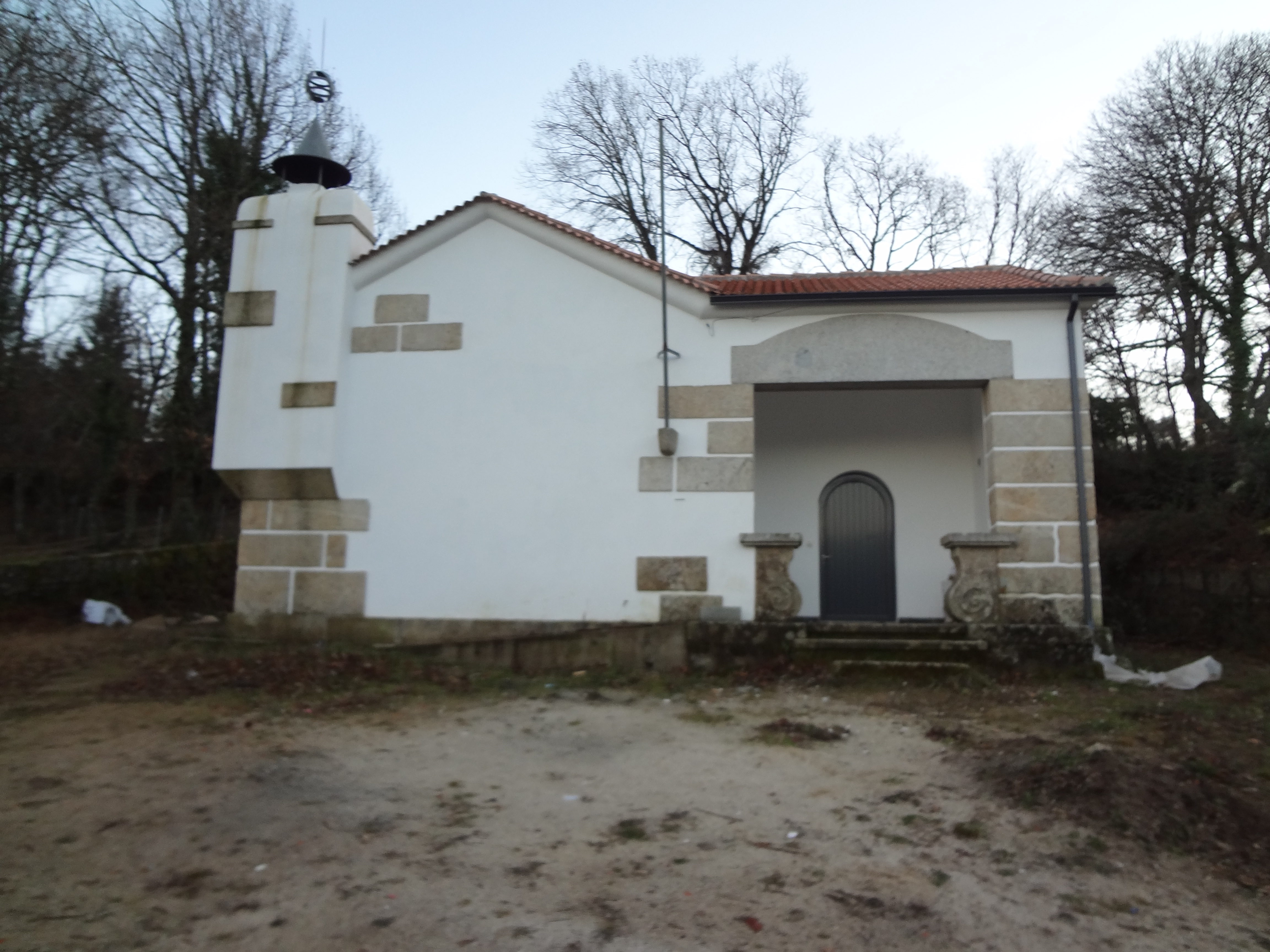
Antiga escola primária
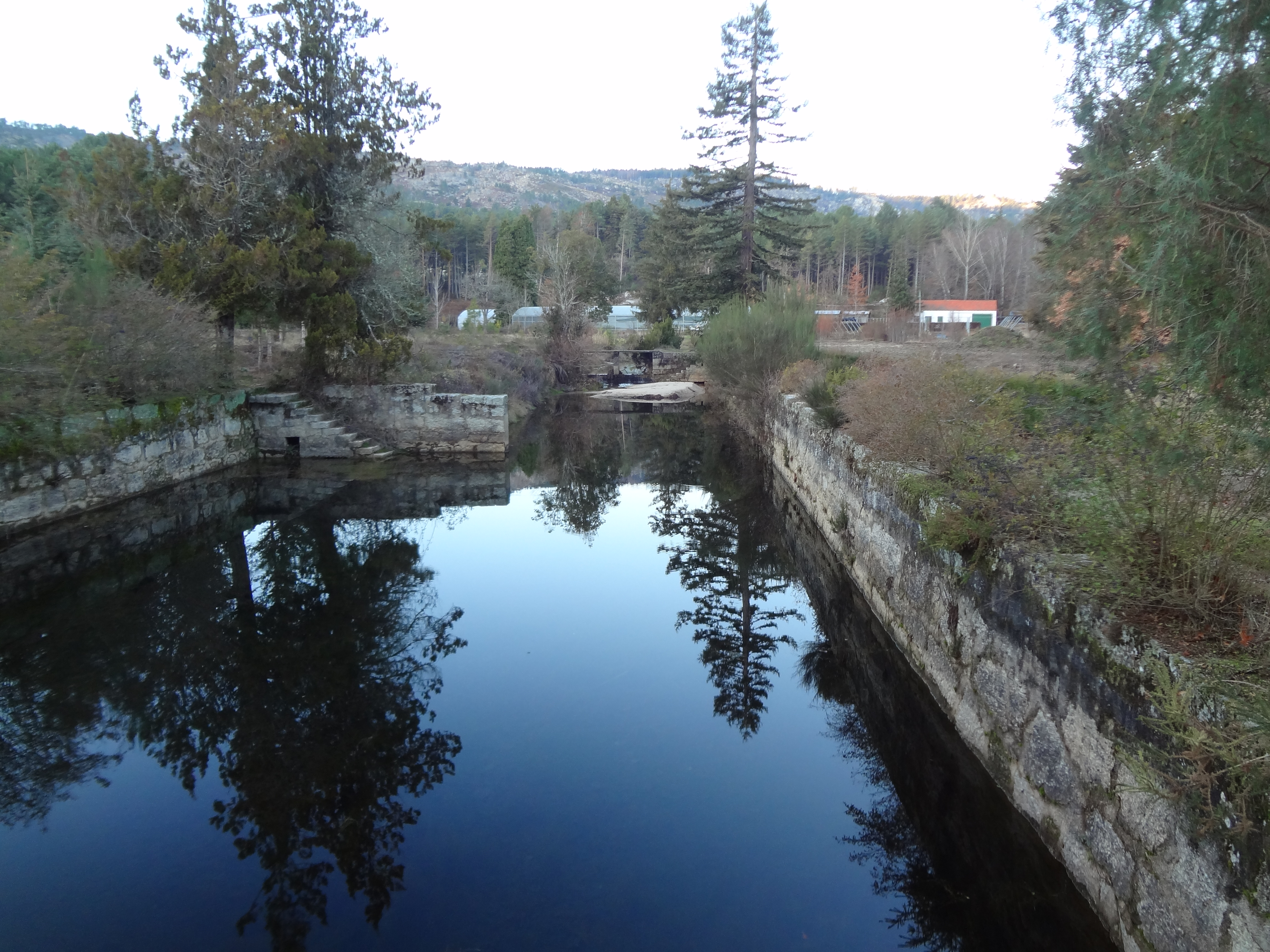
Presa junto do viveiro
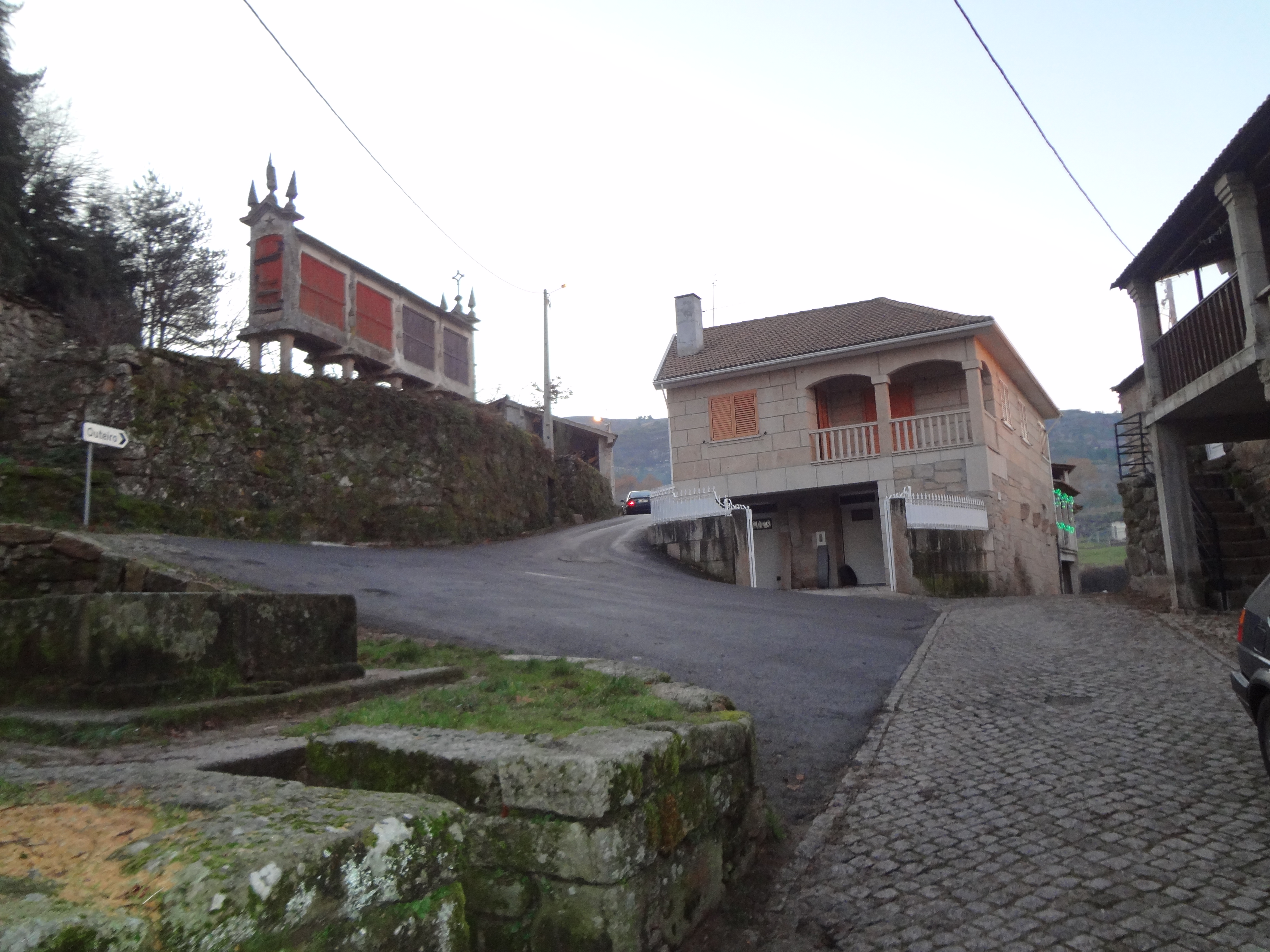
Cruzamento perto da capela
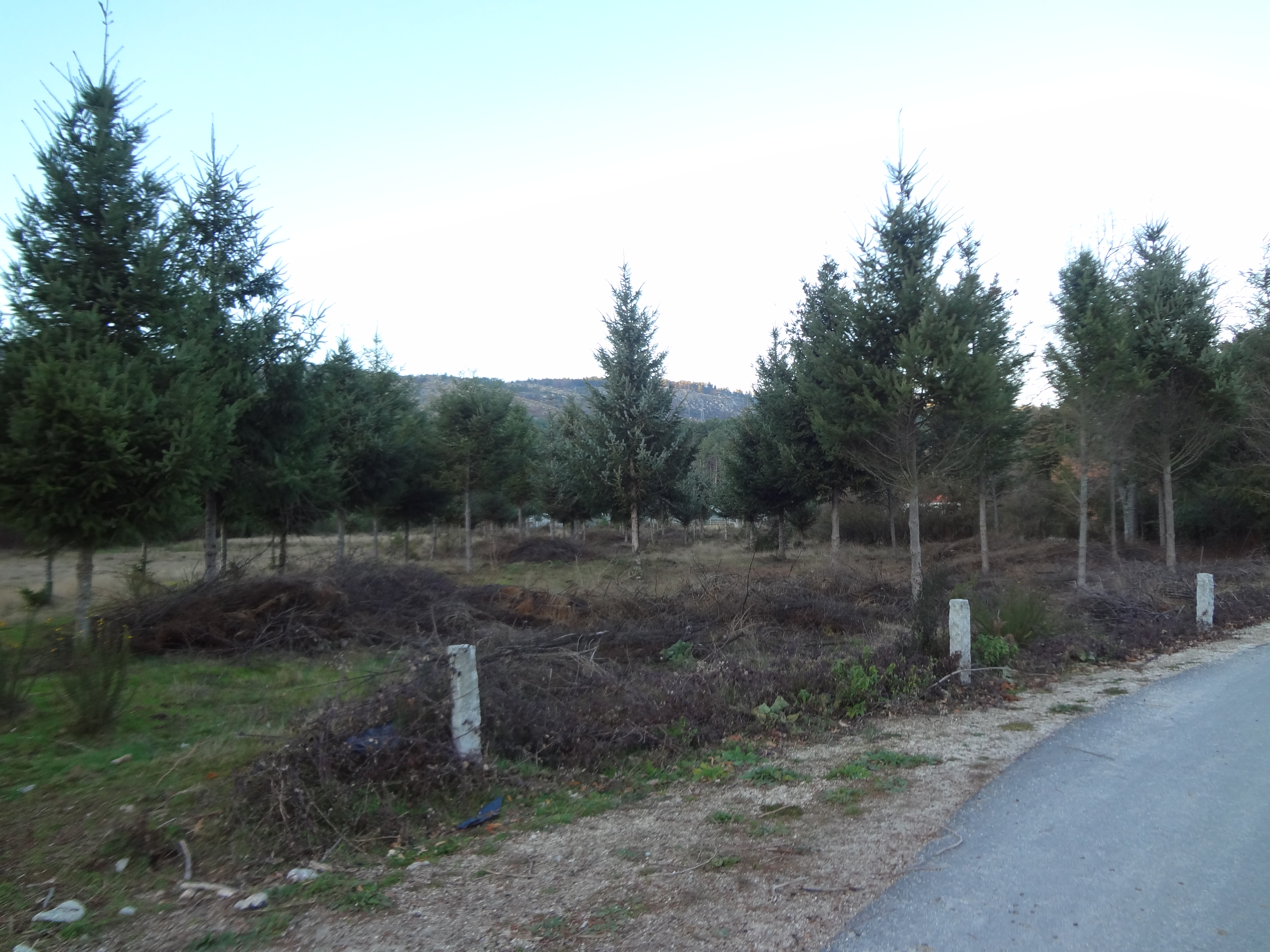
Paisagem de pinhal